# Grumo Nevano
Grumo Nevano es un municipio italiano localizado en la ciudad metropolitana de Nápoles, región de Campania. Cuenta con 18.058 habitantes en 2,88 km².
Limita con Arzano, Casandrino, Frattamaggiore, Sant'Antimo, en la ciudad metropolitana de Nápoles, y con Sant'Arpino, en la provincia de Caserta.

## Evolución demográfica
| Gráfica de evolución demográfica de Grumo Nevano entre 1861 y 2011 |
|                                                                    |
| Fuente ISTAT - elaboración gráfica de Wikipedia                    |

## Personajes célebres
- Nevio: escritor romano.
- Domenico Cirillo: naturalista y médico.